# Claws Mail
Claws Mail（クローズメール）はオープンソースで開発が行われている電子メールクライアントである。Windows、Linux、BSDをサポートしている。高性能さ軽快な動作、とくに起動時間の速さに定評がある。

## 歴史
2001年4月、Sylpheedの開発ブランチとしてSylpheed-Clawsが開始した。新機能のテストを行うための実験ブランチとしてスタートし、定期的にSylpheedと同期がとられていたが、多くの機能が盛り込まれ続けた結果、同期が困難になっていく。2005年3月、Sylpheed-ClawsがGTK+2へ切り替えが完了したことでその差は決定的になり、2005年8月、Sylpheedの開発者である山本博之が、方向性がマニアックすぎる、全体としてまとまりに欠けると判断したことでSylpheedからフォークし、完全に分離した。
2006年11月、Claws Mailに名前を変更した。
2017年12月17日リリースのバージョン3.16.0以降は日本語対応した。

## 主な機能
Claws Mailの主な機能は以下の通り。
- POP3、APOP、IMAP、SMTP、SMTP AUTHに対応
- マルチアカウントに対応
- HTMLメールを作成することはできない[7]。
- セキュリティ (GPG、SSL、アンチフィッシング)
- インポート・エクスポート
- 外部エディタ
- テンプレート
- フォルダ単位のクォータ
- フォルダ単位の表示設定
- アバター・X-Faceのサポート
- カスタマイズ可能なツールバー

## 拡張機能
Claws Mailはスキンテーマやプラグインをサポートし、カスタマイズをしたりスパムメールフィルターやアンチウイルスなどの機能を追加することができる。代表的なプラグインには以下のものがある。
- アンチスパム(SpamAssassin、Bogofilter（英語版）)
- フィードリーダー
- HTMLビューア(Dillo、Gtkhtml2、Fancy(WebKit))
- トレイアイコン
- ラップトップ等のメールLED操作
- Mbox形式のメールボックス操作
- 各種通知機能
- Perlを使用したフィルタリング
- Pythonのスクリプトサポート
- カレンダー機能
- TNEF（英語版）の解析機能
- メールの書庫化